# قاچاق انسان در قبرس
قاچاق انسان در قبرس (انگلیسی: Human trafficking in Cyprus) به هدف استثمار زنان در سوء استفاده جنسی و همچنین قاچاق زنان و مردان برای کار اجباری به این کشور می‌باشد. زنانی که به قبرس قاچاق می‌شوند از مولداوی، اوکراین، بلغارستان، فیلیپین، مراکش و مجارستان هستند. تعداد زیادی از شهروندان رومانیایی در سال ۲۰۰۹ برای کار اجباری در این کشور شناسائی شدند. گروه‌های آسیب‌پذیر به کار اجباری عبارتند از: خدمتکاران خانگی، پناهجویان و مهاجران خارجی که در بخش کشاورزی کار می‌کنند. بر اساس یک مطالعه موضوعی ۲۰۰۸ اتحادیه اروپا دربارهٔ قاچاق کودکان در قبرس، برخی از کودکان در جوامع مهاجر و کولی ممکن است در برابر قاچاق انسان آسیب‌پذیر باشند.

## اقدامات دولت
دولت قبرس به‌طور کامل از حداقل استانداردهای حذف قاچاق تبعیت نمی‌کند. با این حال، تلاش‌های زیادی در این مورد انجام می‌شود. در سال ۲۰۰۹، دولت پیش‌نویس لایحه ملی جدیدی را تهیه و تصویب کرد و تعداد زیادی از قاچاقچیان را محکوم کرد. با این وجود، دولت تعداد کمتری از قربانیان قاچاق جنسی را شناسایی کرد و نتوانسته‌است به‌طور مداوم خدمات پشتیبانی مالی و اجتماعی برای قربانیان قاچاق را تأمین کند و به نحو مؤثری از مشارکت کنندگان در قاچاق چشم‌پوشی می‌کند.

## موضعگیری‌ها
دفتر نظارت و مبارزه با قاچاق انسان در وزارت امور خارجه ایالات متحده آمریکا این کشور را را در سال ۲۰۱۷ در سطح دوم کشورهای (مبارزه با قاچاق انسان) قرار داد.